# Vajiralongkorn

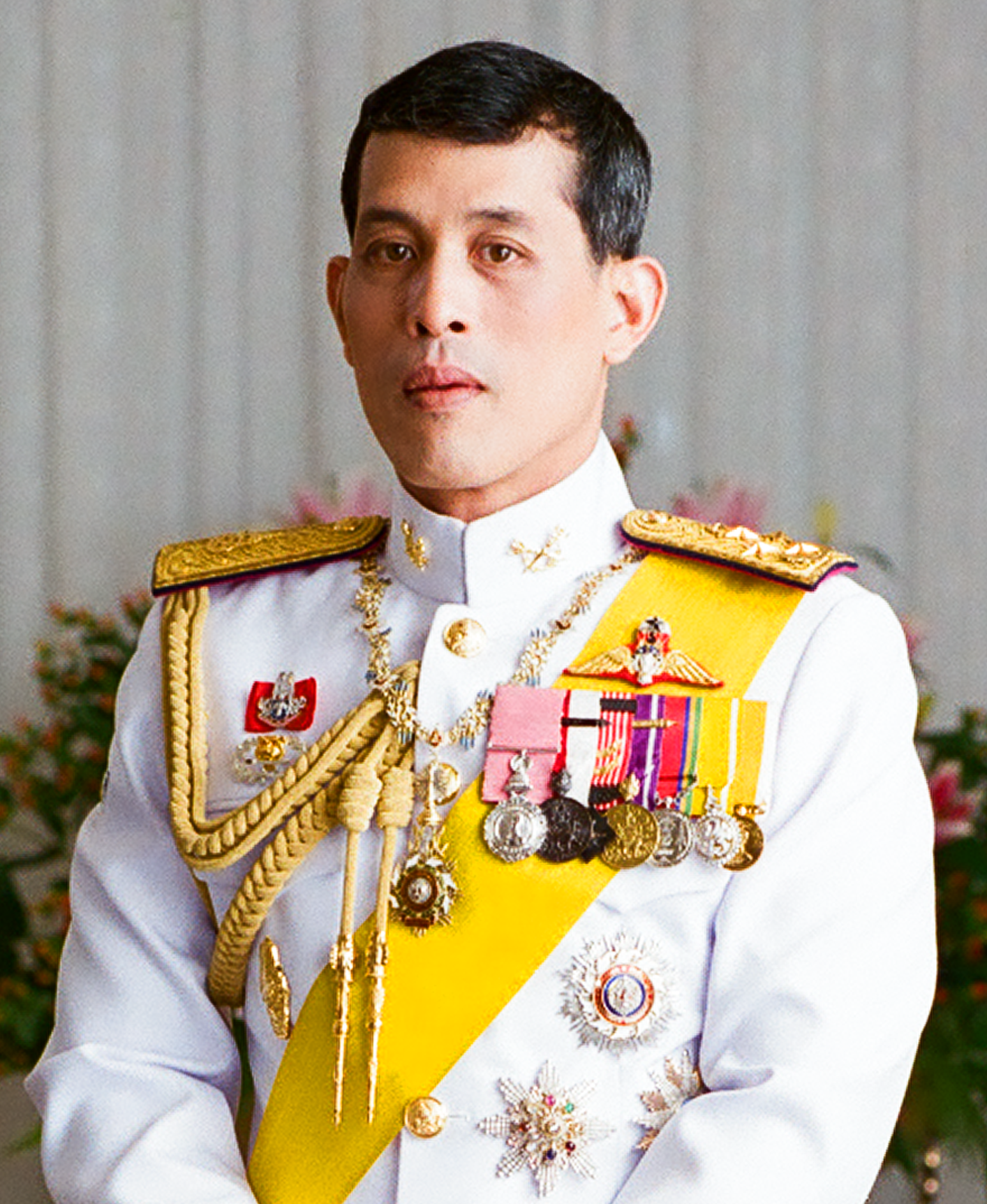
Maha Vajiralongkorn (2017)

Maha Vajiralongkorn Phra Vajiraklaochaoyuhua (thailändisch มหาวชิราลงกรณ พระวชิรเกล้าเจ้าอยู่หัว, RTGS Maha Wachiralongkon Phra Wachiraklao Chaoyuhua; Aussprache: [máhǎː wáʨʰíraːloŋkɔːn pʰráʔ wáʨʰírá ʔklâw ʨâwjùːhǔa]) oder Rama X. (* 28. Juli 1952 in Bangkok, Thailand) ist seit dem 13. Oktober 2016 König von Thailand aus der Chakri-Dynastie.
Vajiralongkorn ist wegen seines autoritären Führungsstils, diverser privater Skandale und seiner Demokratiefeindlichkeit umstritten. Er ist mit einem Gesamtvermögen von geschätzten 70 Milliarden US-Dollar der reichste Monarch der Welt.

## Leben
Vajiralongkorn ist das zweite Kind des verstorbenen Königs Bhumibol Adulyadej (Rama IX.) und von Königin Sirikit Kitiyakara. Er hat drei Geschwister, die ältere Prinzessin Ubol Ratana Rajakanya sowie die jüngeren Prinzessinnen Maha Chakri Sirindhorn und Chulabhorn Walailak.
Der Prinz besuchte zunächst die Schule des Chitralada-Palasts und anschließend Privatschulen in England und Australien. In England besuchte er die King's Mead School, Seaford in Sussex und dann die Millfield School in Somerset. 1960 und 1961 lebte er mit seinen Eltern und Schwestern in der Schweiz am Genfersee. Ab 1970 absolvierte er das australische Royal Military College Duntroon. Er wurde anschließend Offizier der Thailändischen Armee. Er diente als Stabsoffizier des Heeresnachrichtendienstes und besuchte 1977 die Generalstabsschule. Er trainierte zeitweise bei den US-amerikanischen, britischen und australischen Streitkräften.

### Kronprinz

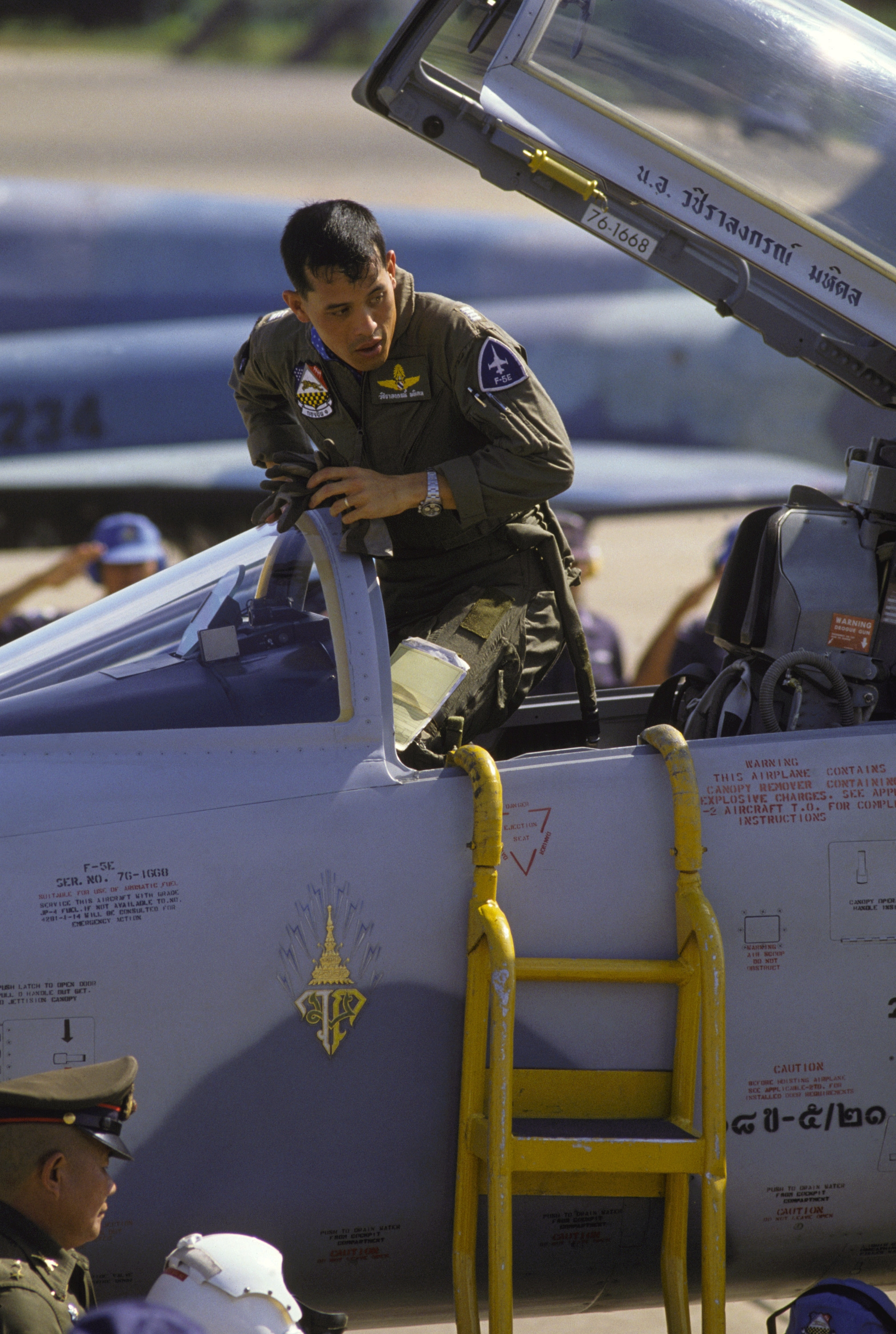
Vajiralongkorn 1985 beim Aussteigen aus einer F-5E

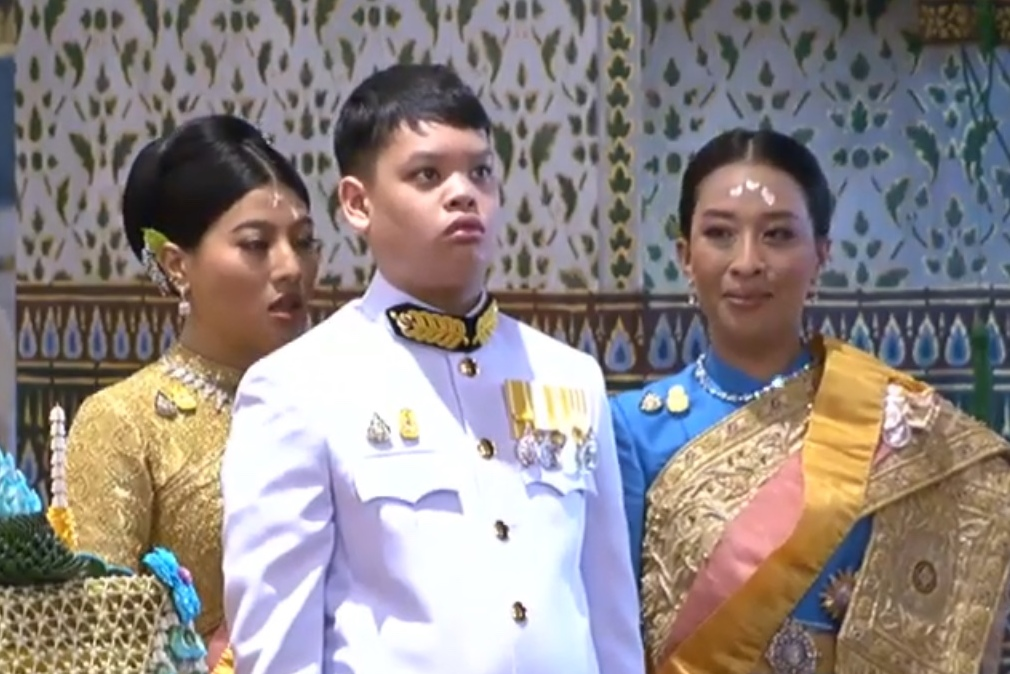
Vajiralongkorns Kinder Sirivannavari, Dipangkorn und Bajrakitiyabha (v. l. n. r.)

Im Dezember 1972 ernannte König Bhumibol seinen Sohn feierlich zum Kronprinzen (Sayam Makut Ratchakuman). Am 3. Januar 1977 heiratete Vajiralongkorn seine Cousine, Prinzessin Soamsavali Kitiyakara, mit der er eine Tochter hat, Prinzessin Bajrakitiyabha (* 1978). Nach der Geburt des Kindes zerbrach die Ehe und wurde 1993 geschieden.
Im Jahr 1978 ging er – wie viele männliche Thailänder – für zwei Wochen als Novize in ein buddhistisches Kloster. 1980 setzte er seine militärische Ausbildung bei der US Army fort. Nachdem er sein Interesse für die Fliegerei entdeckt hatte, ließ er sich ab 1982 zum Hubschrauber- und Kampfpiloten ausbilden. Er wurde zunächst auf der F-5E zum Jagdpiloten ausgebildet. Anschließend kommandierte er seinen eigenen Schwarm aus drei Flugzeugen. Er wurde später zum Fliegen der F-16, der Boeing 737-400 und weiteren Typen ausgebildet.
Seit Ende der 1970er Jahre war die Schauspielerin Sucharinee Vivatcharavong (สุจาริณี วิวัชรวงศ์, geb. Yuvadhida Polpraserth; * 1962) seine Lebensgefährtin. Mit ihr hat er vier Söhne und eine Tochter: Prinz Chudhavajra (Mom Chao Chudhavajra Mahidol, หม่อมเจ้าจุฑาวัชร มหิดล, * 1979), Prinz Vajraresra (Mom Chao Vajraresra Mahidol, หม่อมเจ้าวัชรเรศร มหิดล, * 1981), Prinz Chakrivajra (Mom Chao Chakrivajra Mahidol, หม่อมเจ้าจักรีวัชร มหิดล, * 1983), Prinz Vajraravira (Mom Chao Vajraravira Mahidol, หม่อมเจ้าวัชรวีร์ มหิดล, * 1985) und Prinzessin Sirivannavari Nariratana (* 1987).
Im September 1987 löste Vajiralongkorn diplomatische Irritationen zwischen Thailand und Japan aus, als er bei einem offiziellen Besuch in Japan verlangte, in Begleitung seiner damaligen Lebensgefährtin empfangen zu werden, was jedoch mit Verweis auf das Hofprotokoll verweigert wurde. Vajiralongkorn heiratete Sucharinee – nachdem seine erste Ehe geschieden war – 1994, was nicht offiziell bekannt gegeben wurde, sie war aber bereits zuvor öffentlich an seiner Seite aufgetreten. Im März 1996 blockierte der Kronprinz mit seinem F-5-Schwarm das Flugzeug des japanischen Premierministers und seiner Delegation, die Bangkok zum Asia-Europe Meeting besuchten. Dies wurde als Revanche für seine angeblich schlechte Behandlung in Japan acht Jahre zuvor interpretiert. Sucharinee verließ ihn 1996 und floh mit den fünf Kindern ins Vereinigte Königreich, Vajiralongkorn holte aber die jüngste Prinzessin zurück nach Thailand. Sie ist das einzige Kind aus dieser Beziehung, das noch als Mitglied der engeren Königsfamilie angesehen wird. Die Ehe wurde rückwirkend für nichtig erklärt. König Bhumibols inoffizieller Biograph Paul M. Handley bezeichnet das Jahr 1996 daher als ein Annus horribilis der thailändischen Königsfamilie.
Vajiralongkorn heiratete erneut am 10. Februar 2001. Seine dritte Ehefrau Srirasmi Suwadee war ebenfalls eine Bürgerliche, die Berichten zufolge bereits seit 1992 mit dem Kronprinzen bekannt gewesen war. Am 29. April 2005 wurde das erste und einzige Kind aus dieser Verbindung geboren, Prinz Dipangkorn Rasmijoti. Am 15. Juni 2005 wurde Srirasmi zur Prinzessin ernannt. Als einziger ehelich geborener Sohn ist Prinz Dipangkorn Rasmijoti erster in der Rangfolge für den Thron nach seinem Vater.
Im Jahr 2009 tauchten Videos auf, in denen Srirasmi beinahe nackt Vajiralongkorns Pudel Foo Foo mit der Geburtstagstorte des Kronprinzen fütterte. Vajiralongkorn hatte den Pudel zum Chief Air Marshal der Thailändischen Luftstreitkräfte ernannt.
Im Dezember 2014 gab das Königshaus bekannt, dass Prinzessin Srirasmi von ihrem königlichen Status zurückgetreten sei. Kurze Zeit später wurden Vajiralongkorn und Srirasmi geschieden. Srirasmi wurde unter Hausarrest gestellt, ihr Kopf wurde kahlgeschoren und sie wurde gezwungen, wie eine Nonne weiß zu tragen; neun Mitglieder ihrer Familie wurden verhaftet, ihre Eltern, ihre Schwester und ihre zwei Brüder wegen Majestätsbeleidigung zu einer mehrjährigen Gefängnisstrafe verurteilt. Sie bekam vom Crown Property Bureau eine Entschädigung in Höhe von 200 Millionen Baht (ca. 5,5 Mio. Euro).
Schon in den letzten Jahren vor dem Tod seines Vaters verbrachte Vajiralongkorn einen Großteil der Zeit in Oberbayern mit seiner Lebensgefährtin Suthida Vajiralongkorn, einer ehemaligen Stewardess. Sie wurde im August 2014 zur Kommandantin der Leibgarde des Prinzen ernannt und kurz nacheinander zum Oberst, Generalmajor und schließlich Generalleutnant befördert. Sie erhielt den Nachnamen Vajiralongkorn und das Prädikat na Ayutthaya, das traditionell an nicht standesgemäße Frauen von Prinzen vergeben wird. In internationalen Medienberichten im Oktober 2016 wurde sie als seine „Gattin“ bezeichnet.

### König
Nach dem Tod Bhumibol Adulyadejs am 13. Oktober 2016 ließ sich Vajiralongkorn – obwohl er unbestritten Erster in der Thronfolge war – nicht unmittelbar zum neuen König ausrufen, sondern bat zunächst um „Zeit zum Trauern“. Die Regentschaft übernahm zunächst der Vorsitzende des Kronrats, Prem Tinsulanonda. Am 1. Dezember 2016, genau 50 Tage nach dem Tod seines Vaters, wurde Vajiralongkorn zum neuen König ausgerufen. Die Thronbesteigung wurde offiziell auf den 13. Oktober 2016 zurückdatiert.
Er wurde als König Feldmarschall (Chom Phon) des Heeres, Admiral der Flotte (Chom Phon Ruea) der Marine und Marshall (Chom Phon Akat) in der Luftwaffe.
Den nach dem Militärputsch im Mai 2014 ausgearbeiteten und von der militärnahen Nationalen Legislativversammlung beschlossenen Verfassungsentwurf akzeptierte Vajiralongkorn zunächst nicht. Im Januar 2017 forderte er Änderungen. Die Verfassunggebung wurde dadurch verzögert und die nach dem Putsch versprochenen Wahlen weiter verschoben. Im April 2017 unterzeichnete er die neue Verfassung mit den Änderungen, die vor allem die Rolle des Königs betreffen. König Vajiralongkorn intervenierte auch im Vorfeld der Parlamentswahl im März 2019. Die Partei Thai Raksa Chart hatte seine ältere Schwester, die ehemalige Prinzessin Ubol Ratana, als Spitzenkandidatin aufgestellt. Ubol Ratana hat seit ihrer Heirat mit einem Amerikaner 1972 keine königlichen Titel mehr. Dennoch kritisierte der König ihre Kandidatur als „unangemessen und verfassungswidrig“, sie verstieße „gegen die königlichen Traditionen und die Kultur der Nation“. Ubol Ratana fügte sich der „königlichen Anordnung“ ihres Bruders.
Am 1. Mai 2019 ernannte der König seine Ehefrau Suthida Vajiralongkorn zur Königin. Wann das Paar geheiratet hat, ist nicht bekannt. Vajiralongkorns Krönungszeremonie fand erst am 4. Mai 2019 statt. Die Feierlichkeiten dauerten mehrere Monate an. Vor der Krönung wurden mehr als 40.000 Strafgefangene begnadigt.
Im Juli 2019 ernannte Vajiralongkorn seine Geliebte Sineenat Wongvajirapakdi, wie Suthida eine ehemalige Leibwächterin und Krankenschwester des Königs, zu seiner Neben-Gemahlin (Chao Khun Phra; gelegentlich auch als „Konkubine“ bezeichnet). Thailändische Monarchen dürfen mehrere Frauen haben, Vajiralongkorns Vorgänger (seit Rama VII.) hatten sich jedoch für die Monogamie entschieden. Drei Monate später verstieß er Sineenat wieder, wobei er ihr alle zuvor verliehenen Titel und Ränge entzog und sie in das berüchtigte Gefängnis Klong Prem werfen ließ. Als Grund nannte er illoyales Verhalten gegenüber Königin Suthida. Im September 2020 begnadigte der König Sineenat. Alle königlichen und militärischen Titel wurden ihr dabei erneut verliehen. Beide Frauen hielten sich in der Vergangenheit oft mit Maha Vajiralongkorn in Deutschland auf.
2020 begannen überwiegend junge Menschen für Bürgerrechte, Demokratie, das Ende der Militärdiktatur und eine neue Verfassung zu demonstrieren. Dabei wurde auch die Rolle des Königs in Frage gestellt, der weitgehend in Deutschland lebte und ein bizarres Leben führte. Offene Bekundungen des Protests gegen das Königshaus waren in Thailand völlig neu. Der König wurde als „Lord Voldemort“, der Bösewicht aus der Buchreihe Harry Potter, verspottet. Die Demonstranten in Bangkok parodierten auch eine Szene, die sich auf dem Flughafen München im Juli 2016 ereignet hatte, wo der König in einem bauchfreien Unterhemd und Jeans mit tätowierten Oberarmen den Salut seiner Luftwaffenoffiziere entgegennahm, wobei er seinen neuen weißen Pudel auf dem Arm trug und deshalb nicht salutieren konnte. Im Herbst forderten Demonstranten, die neue Verfassungsregelung zurückzunehmen, die es dem König erlaubt, seine Vollmachten auszuüben, auch wenn er sich außerhalb Thailands aufhält und keinen Regenten ernannt hat. Daraufhin verließ Vajiralongkorn mit seinem Hofstaat das Luxushotel in Bayern, in dem er während der Coronakrise gelebt hatte, kehrte nach Thailand zurück und veranlasste am 13. Oktober 2020, am Vorabend des 47. Jahrestags des Studentenaufstandes von 1973, die Festnahme von Oppositionellen. Am 15. Oktober 2020 wurde der Ausnahmezustand verhängt und auch die 22 Jahre alte Studentenführerin Panusaya Sithijirawattanakul verhaftet. Die bereits ab Januar 2020 wegen des Vorwurfs der Majestätsbeleidigung in Haft sitzende Studentin Netiporn Sanesangkhom verstarb im Mai 2024 infolge eines Hungerstreiks, nachdem ihr Gesuch auf Freilassung auf Kaution abgelehnt worden war. Im August 2024 ernannte Vajiralongkorn Paetongtarn Shinawatra (die Tochter des ehemaligen Regierungschefs Thaksin Shinawatra) zur Ministerpräsidentin.

## Vermögen und Machtausbau
Vajiralongkorn gilt mit einem geschätzten Vermögen von bis zu 70 Milliarden Euro als reichster Monarch der Welt. Er festigte seine Macht durch den Ausbau seiner eigenen, von ihm ernannten Militäreinheit, der Königsgarde. Und auch sein persönliches Vermögen vergrößerte er enorm – die Änderung des Kronbesitzgesetzes (Crown Property Act) ermöglichte es der Krone, königliches Vermögen im Wert von Milliarden von US-Dollar direkt in seine Kontrolle zu überführen. Aktien verschiedener thailändischer Konglomerate – einschließlich der Siam Cement Public Company und der Siam Commercial Bank Public Company – wurden auf den Namen des Königs übertragen. Er ist seither u. a. Hauptaktionär der Siam Commercial Bank (23,5 %), der Siam Cement Group (33,3 %) und besaß bis Februar 2017 die Mehrheit an der Hotelkette Kempinski. Das Kronvermögen, das ab 1937 (nach dem Ende der absoluten Monarchie) vom Crown Property Bureau verwaltet worden war, wurde nach einer Gesetzesänderung im Jahr 2017 Vajiralongkorns persönlicher Kontrolle übertragen. Hinzu kommen Grundstücke mit einer Gesamtfläche von 6560 Hektar, einige davon in den wertvollsten Lagen des Bangkoker Geschäftszentrums. Auch das königliche Budget wurde erheblich aufgestockt. Pavin Chachavalpongpun, außerordentlicher Professor am Zentrum für Südostasienstudien der Universität Kyōto, erklärte: „Er ist seit 1932 zum mächtigsten König geworden, was die offizielle Macht betrifft. Obwohl sein Vater über immense Macht verfügte, übte er diese Macht hauptsächlich durch Bevollmächtigte aus. Was Vajirilongkorn mächtiger macht, ist, dass er seine Macht durch sich selbst ausübt“.

## Öffentliche Wahrnehmung

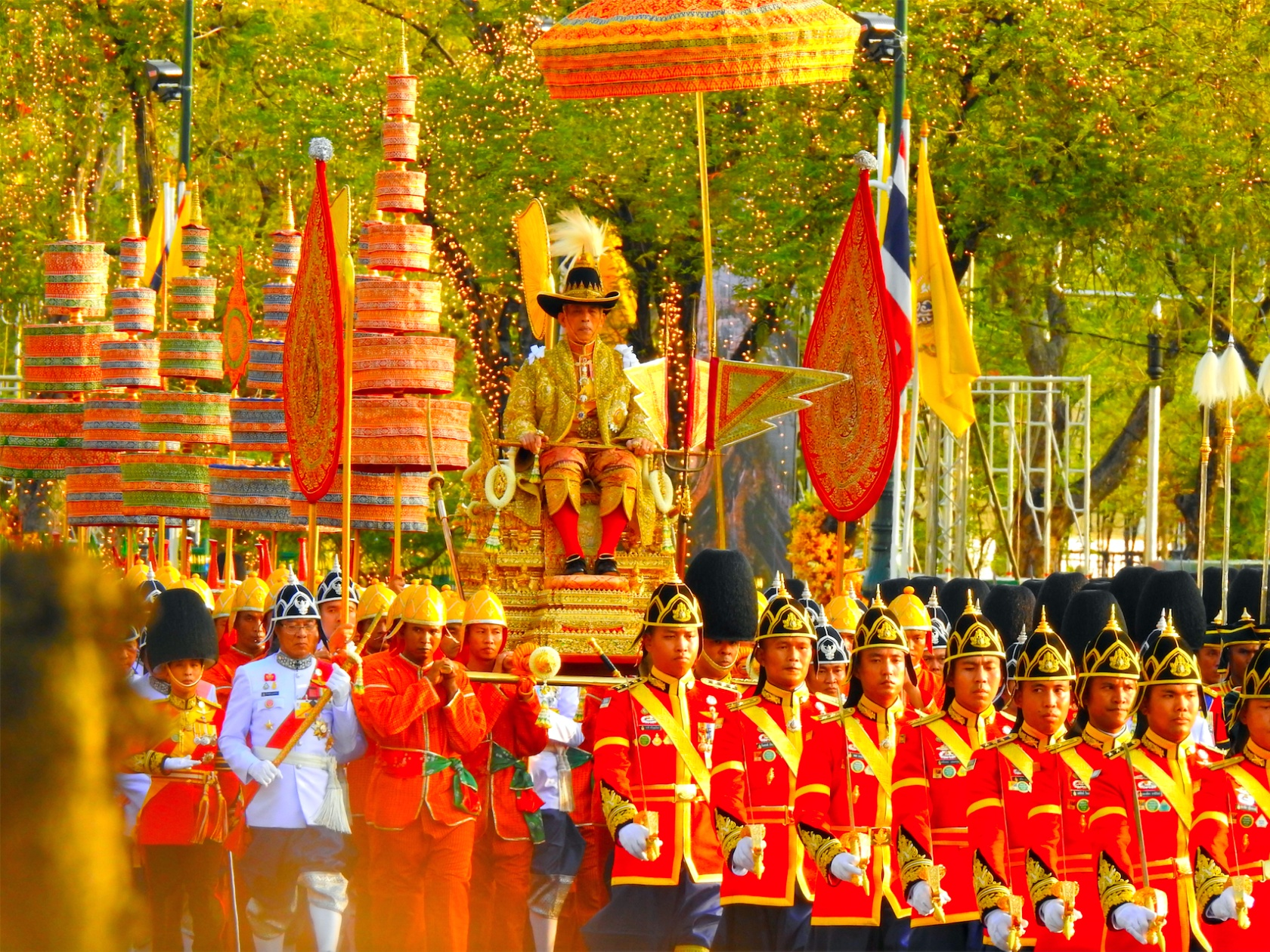
Krönung im Mai 2019

Vajiralongkorn wurde bei weitem nicht die Beliebtheit und Akzeptanz seiner Eltern zuteil, auch wenn dies aufgrund der drakonischen thailändischen Lèse-Majesté-Gesetze, die Majestätsbeleidigung mit bis zu 15 Jahren Haft bestrafen, zunächst nicht öffentlich diskutiert werden konnte. Die entsprechenden Gesetze gelten als die schärfsten Waffen des Militärs, um das Volk einzuschüchtern. Als Grund für seine Unbeliebtheit wurde unter anderem sein wechselhaftes Privatleben genannt. In der europäischen und deutschen Wahrnehmung wurde vor allen Dingen sein großer Reichtum und sein Verhältnis zu Frauen hervorgehoben.

## Aufenthalte in Deutschland und der Schweiz

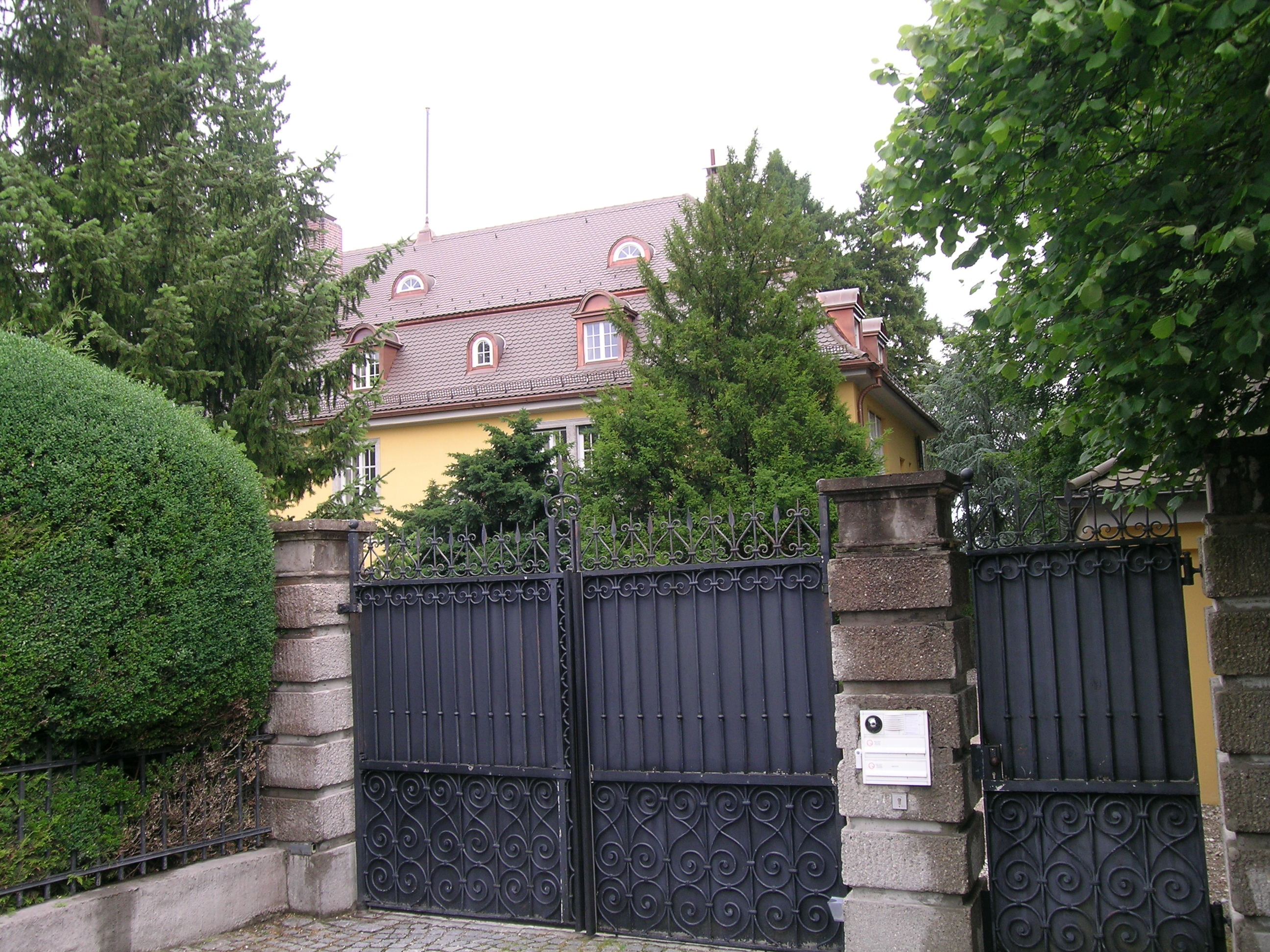
Villa Stolberg

Vajiralongkorn besuchte lange Zeit häufig den Raum München, ist Besitzer zweier Villen in Tutzing und Feldafing am Starnberger See und nutzte bis zum Tod seines Vaters im Oktober 2016 das Anwesen Villa Stolberg als Wohnsitz. Sein Sohn und Kronprinz Dipangkorn lebt dort und besucht in der Region auch die Schule. Das in einem 5600 Quadratmeter großen Park liegende Anwesen wurde 1926 erbaut und steht unter Denkmalschutz. Deutsche Lokal- und Boulevardmedien berichteten in diesem Zusammenhang wiederholt über sein Privatleben, was in thailändischen Veröffentlichungen nicht zulässig wäre. Zudem besucht Vajiralongkorn regelmäßig die Schweiz, wo sich schon seine Eltern über mehrere Jahre aufhielten.
Da König Vajiralongkorn überwiegend in Deutschland lebt, ließ er die Verfassung ändern, um während seiner Aufenthalte in Bayern keinen Regenten als Stellvertreter ernennen zu müssen. Er kennzeichnete seine Villa in Tutzing mit einem am Tor angebrachten Zettel als „Thailändische Botschaft“, möglicherweise in der Erwartung, nach dem Tod seines Vaters für die Zahlung von Erbschaftsteuer in Deutschland nicht in Anspruch genommen werden zu können, da Diplomaten nach dem Wiener Übereinkommen über diplomatische Beziehungen (WÜD) weitgehende Steuerbefreiung genießen. Für Staatsoberhäupter gilt jedoch nicht das WÜD, sondern – während ihrer Staatsbesuche – die allgemeine völkerrechtliche Staatenimmunität, die Befreiungen von der Erbschaftsteuer nicht vorsieht. Überdies befindet sich König Vajiralongkorn privat in Bayern und nicht auf amtliche Einladung der Bundesrepublik Deutschland. Die deutsche Bundesregierung hat auf eine Kleine Anfrage mehrerer Bundestagsabgeordneter mitgeteilt, es befinde sich in Tutzing keine konsularische oder diplomatische Liegenschaft Thailands.

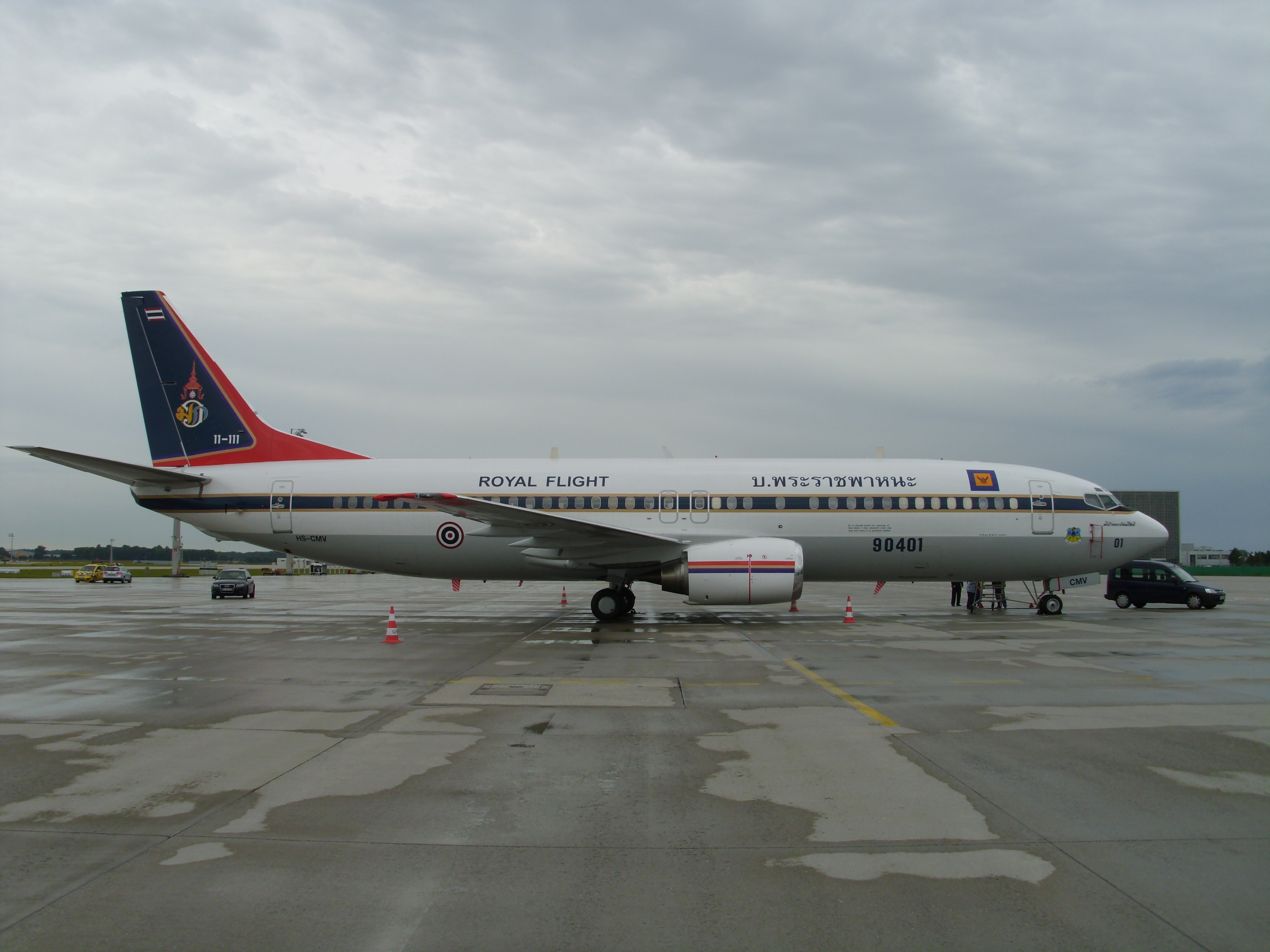
Das 2011 gepfändete Flugzeug

Im Juli 2011 wurde Vajiralongkorns Boeing 737 auf dem Flughafen München von der Justiz gepfändet und durfte nicht mehr starten. Grund dafür waren Forderungen in Höhe von 30 Millionen Euro für die von einer deutschen Firma gebaute Mautautobahn Don Mueang Tollway, die Thailand entgegen dem Entscheid eines Schweizer Schiedsgerichts nicht bezahlt hatte. Am 1. August gab das Büro von Maha Vajiralongkorn an, dass dieser das Flugzeug selbst auslösen und eine Sicherheitsleistung im Umfang von 20 Millionen Euro hinterlegen werde. Am nächsten Tag lenkte die thailändische Regierung ein. Außenminister Kasit Piromya bestätigte, dass die thailändische Regierung die Verantwortung für die Sicherheitsleistung übernehmen werde.
2018 sah sich die Bundesregierung genötigt, den König auf deutsche Gesetze hinzuweisen: Während er sich in Deutschland aufhielt, wurde in Thailand ein Mensch hingerichtet, obwohl er ein Gnadengesuch an den König gerichtet hatte. Die Todesstrafe aber ist in Deutschland untersagt und fremde Staatsoberhäupter können zur Rechenschaft gezogen werden, wenn sie auf deutschem Boden gegen deutsche Gesetze verstoßen – selbst wenn es sich um Entscheidungen handelt, bei denen es um das Heimatland der Betreffenden geht.

Protest am Demokratiedenkmal da König Vajiralongkorn vom Freistaat Bayern und somit von deutschen Boden aus regierte, löste anti-monarchistische Stimmungen aus.

Während der COVID-19-Pandemie zog Vajiralongkorn nach Garmisch-Partenkirchen und mietete im März 2020 das wegen der Coronakrise stillgelegte Grand Hotel Sonnenbichl als Unterkunft für sich und sein Gefolge an. Für den Umzug aus Tutzing in das Luxushotel erhielt er eine Sondergenehmigung des Landratsamtes Garmisch-Partenkirchen, da es sich bei den Bewohnern um eine geschlossene Personengruppe handelt und das Hotel während des Aufenthalts des Königs für den üblichen Beherbergungsbetrieb gesperrt bleibt. Kritische Kommentare in den sozialen Netzwerken in Thailand, die den Deutschlandaufenthalt des Königs während der Pandemie thematisieren, führten zu regierungsamtlichen Warnungen mit Hinweis auf die thailändischen Majestätsbeleidigungsgesetze. Ein negatives Medienecho erfuhren Reisetätigkeiten des Königs trotz der in Bayern geltenden Ausgangsbeschränkungen und des europaweiten Einreiseverbots für Nicht-EU-Bürger.
Am 7. Oktober 2020 musste der deutsche Außenminister Heiko Maas im Bundestag eine Anfrage der Opposition beantworten, wie es sein könne, dass ein ausländisches Staatsoberhaupt von Deutschland aus sein Land regiere und dabei kaum Kontakt zum eigenen Volk habe. Maas sagte: „Wir haben deutlich gemacht, dass Politik, die das Land Thailand betrifft, nicht von deutschem Boden auszugehen hat. … Wenn es Gäste in unserem Land gibt, die von unserem Land aus ihre Staatsgeschäfte betreiben, dem würden wir immer deutlich entgegenwirken wollen.“
Am 26. Oktober 2020 marschierten Demonstranten zur Deutschen Botschaft in Bangkok und forderten die deutsche Regierung auf, die Aktivitäten des Königs während seiner Aufenthalte in Deutschland auf die Möglichkeit hin zu untersuchen, ob er Amtsgeschäfte von deutschem Boden ausgeübt habe.
Recherchen von WDR und Süddeutscher Zeitung erhärteten im Dezember 2020 den Verdacht, dass der König seinen Amtsgeschäften und Menschenrechtsverletzungen auch von Bayern aus nachgegangen sei. Die Rechercheure untersuchten anhand von Flighttrackern die Bewegungen der Flugzeuge des Königs und werteten Veröffentlichungen unter anderem des thailändischen Gesetzesblatts und des Palastes in Bangkok aus. Von Januar bis Mitte Oktober 2020 war demnach auf der offiziellen Internetseite des Palastes nur an neun Tagen dokumentiert, dass der König in Thailand war. Dennoch entfaltete er auch im übrigen Zeitraum politische Aktivitäten. Als er sich dokumentiert in Deutschland aufhielt, ernannte er etwa durch königliche Verordnung einige Generäle oder gratulierte der griechischen Staatspräsidentin zum Amtsantritt. Einige Indizien sprachen auch dafür, dass er von Bayern aus anordnete, dass die Polizeieinheit, die ihm untersteht, gegen Protestierende eingesetzt werden könne. Eine noch umfassendere Auswertung nahm die thailändische Dissidentin Junya Jimprasert vor. Nach ihren Rekonstruktionen versandte der König 100 Briefe an andere Staatsoberhäupter und erließ 40 Verordnungen.

## Titel
Seit der förmlichen Krönung im Mai 2019 lautet sein königlicher Titel Phrabat Somdet Phra Paramenthararamathibodi Sisin Maha Wachiralongkon Phra Wachiraklao Chaoyuhua (thailändisch พระบาทสมเด็จพระปรเมนทร รามาธิบดีศรีสินทร มหาวชิราลงกรณ พระวชิรเกล้าเจ้าอยู่หัว). Im diplomatischen Gebrauch wird dies auf Deutsch als „Seine Majestät der König Maha Vajiralongkorn Phra Vajiraklaochaoyuhua“ wiedergegeben. Als Kronprinz lautete sein Titel Somdet Phra Boromma-orasathirat Chao Fa Maha Vajiralongkorn Sayam Makut Ratchakuman (thailändisch สมเด็จพระบรมโอรสาธิราช เจ้าฟ้ามหาวชิราลงกรณ สยามมกุฎราชกุมาร). Ferner ist er seit 1992 General der Thailändischen Streitkräfte (Heer), Admiral der Königlichen Marine sowie General der Königlich Thailändischen Luftstreitkräfte mit der eigens ihm unterstellten 904. Flugstaffel auf der RTAFB Don Mueang in Bangkok.

## Auszeichnungen
- als Souverän zahlreiche thailändische Orden und Ehrenzeichen
- 1987: Großkreuz des Ordens Karls III. (Spanien)[84]
- 1996: Knight Grand Cross des Royal Victorian Order (Großbritannien)
- 2001: Ritter des Elefanten-Ordens (Dänemark)

## Vorfahren
| Ahnentafel Maha Vajiralongkorn | Ahnentafel Maha Vajiralongkorn | Ahnentafel Maha Vajiralongkorn | Ahnentafel Maha Vajiralongkorn | Ahnentafel Maha Vajiralongkorn | Ahnentafel Maha Vajiralongkorn | Ahnentafel Maha Vajiralongkorn | Ahnentafel Maha Vajiralongkorn                                                                                                   | Ahnentafel Maha Vajiralongkorn                                                                                                   |
| ------------------------------ | --- | --- | --- | --- | --- | --- | --- | --- |
| Urgroßeltern                   | König Rama V. Chulalongkorn (1853–1910) ⚭ 1878 Königin Savang Vadhana (1862–1955)                                                                  | König Rama V. Chulalongkorn (1853–1910) ⚭ 1878 Königin Savang Vadhana (1862–1955)                                                                  | Chu ⚭ Kham | Chu ⚭ Kham | Prinz Kitiyakara Voralaksana, Fürst von Chanthaburi (1874–1931) ⚭ 1895 Prinzessin Apsarasaman Kitiyakara geb. Devakula (1877–1939) | Prinz Kitiyakara Voralaksana, Fürst von Chanthaburi (1874–1931) ⚭ 1895 Prinzessin Apsarasaman Kitiyakara geb. Devakula (1877–1939) | Chao Phraya Wongsanupraphan (M.R. Sathan Sanitwong; 1866–1940) ⚭ Thao Wanida Phicharini (Bang Sanitwong na Ayutthaya; 1886–1970) | Chao Phraya Wongsanupraphan (M.R. Sathan Sanitwong; 1866–1940) ⚭ Thao Wanida Phicharini (Bang Sanitwong na Ayutthaya; 1886–1970) |
| Großeltern                     | Prinz Mahidol Adulyadej, Fürst von Songkhla (1892–1929) ⚭ 1920 Mom Sangwal Mahidol na Ayutthaya, später Prinzessinmutter Srinagarindra (1900–1995) | Prinz Mahidol Adulyadej, Fürst von Songkhla (1892–1929) ⚭ 1920 Mom Sangwal Mahidol na Ayutthaya, später Prinzessinmutter Srinagarindra (1900–1995) | Prinz Mahidol Adulyadej, Fürst von Songkhla (1892–1929) ⚭ 1920 Mom Sangwal Mahidol na Ayutthaya, später Prinzessinmutter Srinagarindra (1900–1995) | Prinz Mahidol Adulyadej, Fürst von Songkhla (1892–1929) ⚭ 1920 Mom Sangwal Mahidol na Ayutthaya, später Prinzessinmutter Srinagarindra (1900–1995) | Prinz Nakkhatra Mangala, Fürst von Chanthaburi (1897–1953) ⚭ 1928 M.L. Bua Kitiyakara geb. Sanitwong (1909–1999)                   | Prinz Nakkhatra Mangala, Fürst von Chanthaburi (1897–1953) ⚭ 1928 M.L. Bua Kitiyakara geb. Sanitwong (1909–1999)                   | Prinz Nakkhatra Mangala, Fürst von Chanthaburi (1897–1953) ⚭ 1928 M.L. Bua Kitiyakara geb. Sanitwong (1909–1999)                 | Prinz Nakkhatra Mangala, Fürst von Chanthaburi (1897–1953) ⚭ 1928 M.L. Bua Kitiyakara geb. Sanitwong (1909–1999)                 |
| Eltern                         | König Bhumibol Adulyadej (1927–2016) ⚭ 1950 Königin Sirikit (* 1932)                                                                               | König Bhumibol Adulyadej (1927–2016) ⚭ 1950 Königin Sirikit (* 1932)                                                                               | König Bhumibol Adulyadej (1927–2016) ⚭ 1950 Königin Sirikit (* 1932)                                                                               | König Bhumibol Adulyadej (1927–2016) ⚭ 1950 Königin Sirikit (* 1932)                                                                               | König Bhumibol Adulyadej (1927–2016) ⚭ 1950 Königin Sirikit (* 1932)                                                               | König Bhumibol Adulyadej (1927–2016) ⚭ 1950 Königin Sirikit (* 1932)                                                               | König Bhumibol Adulyadej (1927–2016) ⚭ 1950 Königin Sirikit (* 1932)                                                             | König Bhumibol Adulyadej (1927–2016) ⚭ 1950 Königin Sirikit (* 1932)                                                             |

## Fernsehbeitrag
- Wer ist Maha Vajiralongkorn? 14 Minuten, ZDFinfo 7. Februar 2023, YouTube-Version 7. Dezember 2022 Gottheit, Playboy oder autoritärer Herrscher: Wer ist Thailands König Rama X.?